# Liste der Kulturgüter in Cossonay
Die Liste der Kulturgüter in Cossonay enthält alle Objekte in der Gemeinde Cossonay im Kanton Waadt, die gemäss der Haager Konvention zum Schutz von Kulturgut bei bewaffneten Konflikten, dem Bundesgesetz vom 20. Juni 2014 über den Schutz der Kulturgüter bei bewaffneten Konflikten sowie der Verordnung vom 29. Oktober 2014 über den Schutz der Kulturgüter bei bewaffneten Konflikten unter Schutz stehen.
Objekte der Kategorien A und B sind vollständig in der Liste enthalten, Objekte der Kategorie C fehlen zurzeit (Stand: 1. Januar 2023).

## Kulturgüter
| Foto |                                                                                         | Objekt | Kat. | Typ | Standort                                | Beschreibung |
| ---- | --------------------------------------------------------------------------------------- | --- | ---- | --- | --------------------------------------- | ------------ |
| ja   | Datei hochladen · Wikidata zu Reformierte Kirche Saint-Pierre und Saint-Paul (Q3517548) | Reformierte Kirche Saint-Pierre und Saint-Paul / Église réformée Saint-Pierre et Saint-Paul KGS-Nr.: 06029 | A    | G   | Place du Temple 3 528800 / 162973       |              |
| ja   | Datei hochladen · Wikidata zu Ehemaliges Hotel Hirschen (Q29890716)                     | Ehemaliges Hôtel du Cerf / Ancien Hôtel du Cerf KGS-Nr.: 06026                                             | B    | G   | Rue du Temple 10 528771 / 162963        |              |
| ja   | Datei hochladen · Wikidata zu Schloss mit Nebengebäuden (Q2969043)                      | Schloss Cossonay mit Nebengebäude / Château de Cossonay avec dépendance KGS-Nr.: 06027                     | B    | G   | Chemin du Prieuré 2–4 528874 / 162921   |              |
| ja   | Datei hochladen · Wikidata zu Haus Alberto Sartoris (Gebäude) (Q29890719)               | Haus Alberto Sartoris / Maison Alberto Sartoris KGS-Nr.: 06028                                             | B    | G   | Rue des Bons-Enfants 11 528675 / 162975 |              |
| BW   | Datei hochladen · Wikidata zu (Q29890721)                                               | Ziegelei / Tuilerie KGS-Nr.: 10321                                                                         | B    | G   | La Tuilière 527745 / 163415             |              |
| ja   | Datei hochladen · Wikidata zu Gemeindearchiv Cossonay (Q27480000)                       | Gemeindearchiv / Archives communales KGS-Nr.: 14599                                                        | B    | S   | Rue Neuve 1 528647 / 162936             |              |